# 카우치 (음악 그룹)
카우치는 대한민국에 존재했던 3인조 인디밴드이다. 2005년 7월 30일, MBC 《생방송 음악캠프》에서 펑크밴드 럭스가 공연을 하던 도중 같이 무대에 서 있던 20여명의 백댄서 가운데 진한 분장을 한 카우치의 멤버 중 한명이 공연 중간에 무대 앞으로 나오더니 갑자기 상의와 바지를 벗고 춤을 추었고, 곧이어 또다른 백댄서가 역시 바지를 벗고 춤을 추었다. 이에 제작진 측이 황급히 카메라를 돌렸지만 두 사람의 노출된 모습은 이미 2~3초간 전파를 탄 뒤였다. 이 사고 직후, MBC는 럭스의 리더 원종희와 성기를 노출해 논란을 일으킨 카우치의 멤버 2명을 검찰에 고발하였다. 이 여파로 생방송 음악캠프는 폐지되었고, 카우치는 해체되었다. 또한, 사건을 일으킨 카우치 멤버 1명과 스파이키 브랫츠 멤버 1명은 공연음란죄 등이 적용되어 각각 징역 10월과 징역 8월 집행유예 2년에 처해졌다. 한편, 생방송 음악캠프이 폐지된 지 몇달 후에 새로운 음악 프로그램인 쇼! 음악중심이 편성되어 오늘에 이르고 있다.